# El maestro de postas
«Dunia» o «El maestro de postas» (en ruso Станционный смотритель [Stantsionnyi smotritel]) es un cuento de Aleksandr Pushkin, publicado por primera vez en Los relatos de Belkin en 1831.

## Descripción
El cuento, escrito por Pushkin, forma parte de Los relatos del difunto Iván Petróvich Belkin, una colección de cinco narraciones publicada en 1831. Cuenta la historia de un maestro de postas, que vive solo con su hija, Dunia, que es tomada de forma imprevista por un húsar y separada de su padre, siendo el relato narrado por un viajero que visita en tres momentos diferentes la casa de postas. Se han establecido paralelismos entre el relato, en el cual la joven termina retornando al hogar paterno, con la parábola bíblica del hijo pródigo. En castellano el cuento ha sido referido como «El jefe de postas», «Dunia o el encargado de postas», «Dunia, la novia eterna», «El maestro de postas», «Dunya (el amor perdido)» o simplemente «Dunya».
Fue adaptado al cine en 1940 bajo el título Der Postmeister, en una película del director austriaco Gustav Ucicky con guion de Gerhard Menzel. Este filme aparece nombrado en ABC, ante su estreno en el Palacio de la Música de Madrid, como La novia de San Petersburgo.